# Briuat
Briuat, també escrit briouat (àrab: بريوات, brīwāt, bric a Tunísia, bourak a Algèria, bureka a Líbia, börek a Turquia), és un pastís fregit típic del Marroc i del nord d'Àfrica de forma triangular o cilíndrica. Són una espècie d'empanades d'una pasta fil·lo de sèmola de blat dur anomenada warqa amb tot un ventall de farciments. Variants populars són els briuats farcits d'ametlles i coberts de mel o els briuats de pollastre. Són parents dels rotlles de primavera de la cuina oriental, amb la principal diferència que aquests són fets de farina de blat xeixa.
Els briuats es fan amb una pasta força líquida i no fermentada feta de cinc parts de sèmola molt molt fina, huit parts d'aigua i sal. S'aboca una fina capa pasta amb pinzell en una paella rodona amb una mica d'oli. El resultat són uns creps molt fins que per la seva relativa neutralitat com a fons organolèptic es combinen amb qualsevol farciment tant tradicional com creatiu, salat o dolç, servit fred o calent. Segons el resultat volgut, els briuats farcits poden coure's a la paella o al forn, o fregir-se en oli bullent. Es venen també briuats tot fets a les fleques marroquines o als supermercats especialitzats.